# Arno Chwatal

Arno Chwatal

Arno Chwatal (* 24. April 1897 in Merseburg; † 19. Juni 1963 in Berlin-Spandau) war ein deutscher Handlungsgehilfe und völkisch-nationalsozialistischer Politiker.

## Leben
Chwatal leitete u. a. mit Hermann Kretzschmann die am 9. Juni 1920 gegründete Berliner Ortsgruppe der Deutschsozialistischen Partei (DSP), die sich in Anspielung auf ihre politische Nähe zu Julius Streicher „Nationalsozialisten (Streicher-Gruppe)“ nannte. In der zu Hochzeiten 30 Mitglieder umfassenden Gruppe bemühte sich Chwatal um eine völkische Gewerkschaftstätigkeit, war dabei aber nicht sonderlich erfolgreich.
Im Auflösungsprozess der DSP schloss sich Chwatal der Münchner Ortsgruppe der NSDAP an und beteiligte sich am 19. November 1922 im Restaurant „Reichskanzler“ in der Yorckstraße an der durch Gerhard Roßbach, Albert Leo Schlageter und Heinz Oskar Hauenstein vorangetriebenen Gründung der Großdeutschen Arbeiterpartei (GDAP), die als Tarnorganisation und Fortsetzung der kurz zuvor in Preußen verbotenen NSDAP diente. Chwatal leitete gemeinsam mit Kretzschmann und Karl Fahrenhorst die GDAP bis zum Verbot am 10. Januar 1923.
Im Mai 1924 wurde Chwatal für den Wahlkreis 11 (Merseburg) in den Reichstag gewählt und vertrat dort in der zweiten Wahlperiode die Nationalsozialistische Freiheitspartei. Im August des Jahres war er beteiligt an der Gründung des Reichsbunds Völkischer Kampfgewerkschaften und gab dessen amtliches Organ heraus, Der völkische Gewerkschafter. Während der Festungshaft Adolf Hitlers kooperierte Chwatal in dieser Funktion mit der GVG, stellte aber im Frühjahr 1925 seine gewerkschaftlichen Tätigkeiten ein.
Nach dem Krieg setzte sich Chwatal für den Schriftsteller Eberhard König (1871–1949) ein, dessen Schriften in Österreich verboten worden waren, durch ein Schreiben an das Bundesministerium für Unterricht vom 30. Oktober 1946, in dem er im Gegensatz zu „alle[r] Hitlerei“ die ästhetischen Qualitäten von Königs Literatur rühmte.
In der Sowjetischen Besatzungszone bzw. der Deutschen Demokratischen Republik fanden Chwatals eigene Bücher Eingang in die Liste der auszusondernden Literatur. In der Bundesrepublik fungierte er als Herausgeber der von Horch in Neckarsulm verlegten Zeitschrift Der Kraftquell (Untertitel: „Monatsschrift für lebensgesetzliche Ordnung auf allen Gebieten; Organ der Internationalen Arbeitsgemeinschaft für Lebensschutz in Wissenschaft und Praxis e. V.“), die von 1956 bis 1961 erschien.